# Luto
Luto — компьютерная игра в жанре психологического хоррора, разработанная испанской студией Broken Bird Games и изданная компаниями Selecta Play и Astrolabe. Релиз состоялся 22 июля 2025 года на платформах Windows, PlayStation 5 и Xbox Series X/S.

## Игровой процесс
Luto — психологический хоррор от первого лица. В ходе прохождения игроку предстоит решать различные головоломки, взаимодействовать с интерактивными объектами и переживать сюрреалистичные видения. Для решения задач игроку необходимо внимательно исследовать окружение и использовать предметы из инвентаря. В окружении можно найти как полезные инструменты вроде фонарика, так и памятные предметы, письма и записки, которые постепенно раскрывают сюжет игры.
Пространство игры со временем трансформируется. Локации могут разрушаться, а коридоры превращаться в открытые локации. Некоторые игровые ситуации включают метанарративные элементы и разрушают четвёртую стену.

## Сюжет
Главный герой игры, мужчина по имени Сэм, оказывается заперт в собственном доме и не может его покинуть. Пытаясь найти выход, он сталкивается с повторяющимися событиями, замкнутыми пространствами и всё более искажающейся реальностью. Каждая попытка побега приводит его в новые части дома, наполненные зловещими видениями и символами психологической травмы.

## Разработка и выпуск
Luto разрабатывалась испанской инди-студией Broken Bird Games. Игра разработана на движке Unreal Engine 5. Впервые она была представлена в мае 2021 года в рамках презентации PlayStation Talents. Первоначально издателем проекта значилась компания Lanzadera, а релиз был запланирован на 2022 год для платформ PlayStation 4, PlayStation 5 и Windows. В июне 2022 года на выставке Future Games Show: Summer Showcase был представлен геймплейный трейлер, где подтвердили намерение выпустить игру в том же году. В октябре 2022 года в сервисе Steam вышла демоверсия игры.
В июне 2023 года студия Broken Bird Games объявила о сотрудничестве с новым издателем — Selecta Play. Тогда же было подтверждено, что игра выйдет на Windows, PlayStation 5 и Xbox Series X/S, однако точная дата выхода не была названа. В ноябре 2023 года демоверсия под названием The Choice, ранее вышедшая в Steam, стала доступна на PlayStation 5.
В июле 2024 года разработчики сообщили, что демоверсию скачали более 250 тысяч раз. Также было объявлено, что релиз игры состоится не раньше первого квартала 2025 года. В июне 2025 года в рамках очередного Future Games Show был представлен трейлер с точной датой выхода — 22 июля 2025 года. За несколько дней до релиза, 16 июля 2025 года, издание IGN опубликовало шестиминутный геймплейный ролик. 22 июля 2025 года Luto вышла на платформах Windows, PlayStation 5 и Xbox Series X/S под издательством Selecta Play и Astrolabe Games.

## Отзывы
| Сводный рейтинг       | Сводный рейтинг          |
| Агрегатор             | Оценка                   |
| --------------------- | ------------------------ |
| Metacritic            | 84/100 (PC) 79/100 (PS5) |
| OpenCritic            | 80/100 (78 %)            |
| Иноязычные издания    |                          |
| Издание               | Оценка                   |
| GameSpot              | 8/10                     |
| The Games Machine     | 7,8/10                   |
| IGN (Испания)         | 7/10                     |
| Eurogamer (Испания)   | «Рекомендовано»          |
| Русскоязычные издания |                          |
| Издание               | Оценка                   |
| GameMAG.ru            | 5/10                     |

Согласно агрегатору рецензий Metacritic, Luto получила «в основном положительные» отзывы от критиков. По данным OpenCritic, 78 % рецензентов рекомендовали игру, средняя оценка от ведущих критиков составила 80 баллов из 100.
До выхода игры ряд игровых изданий проводили параллели между Luto и P.T., отменённым проектом Хидео Кодзимы, подчёркивая их схожую атмосферу и концепцию.
Марк Делани из GameSpot положительно оценил Luto, отметив её «закрученную метанарративную историю о призраках», атмосферу и нестандартный подход к визуальному повествованию. Он сравнил игру с P.T. и романом «Дом листьев». Кроме того, Делани провёл параллель с Metal Gear Solid, указав на сцену, напоминающую эпизод с Психо Мантисом, которая, по его словам, была «настолько крутой, что захотелось немедленно поделиться с кем-то». Среди недостатков критик назвал затянутые и местами излишне запутанные головоломки, а также обилие метафор, которые, по его мнению, мешают игре произвести эмоциональное впечатление.